# Hibiscus coccineus
Hibiscus coccineus är en malvaväxtart som först beskrevs av Friedrich Casimir Medicus, och fick sitt nu gällande namn av Thomas Walter. Hibiscus coccineus ingår i Hibiskussläktet som ingår i familjen malvaväxter. Inga underarter finns listade i Catalogue of Life.

## Bildgalleri

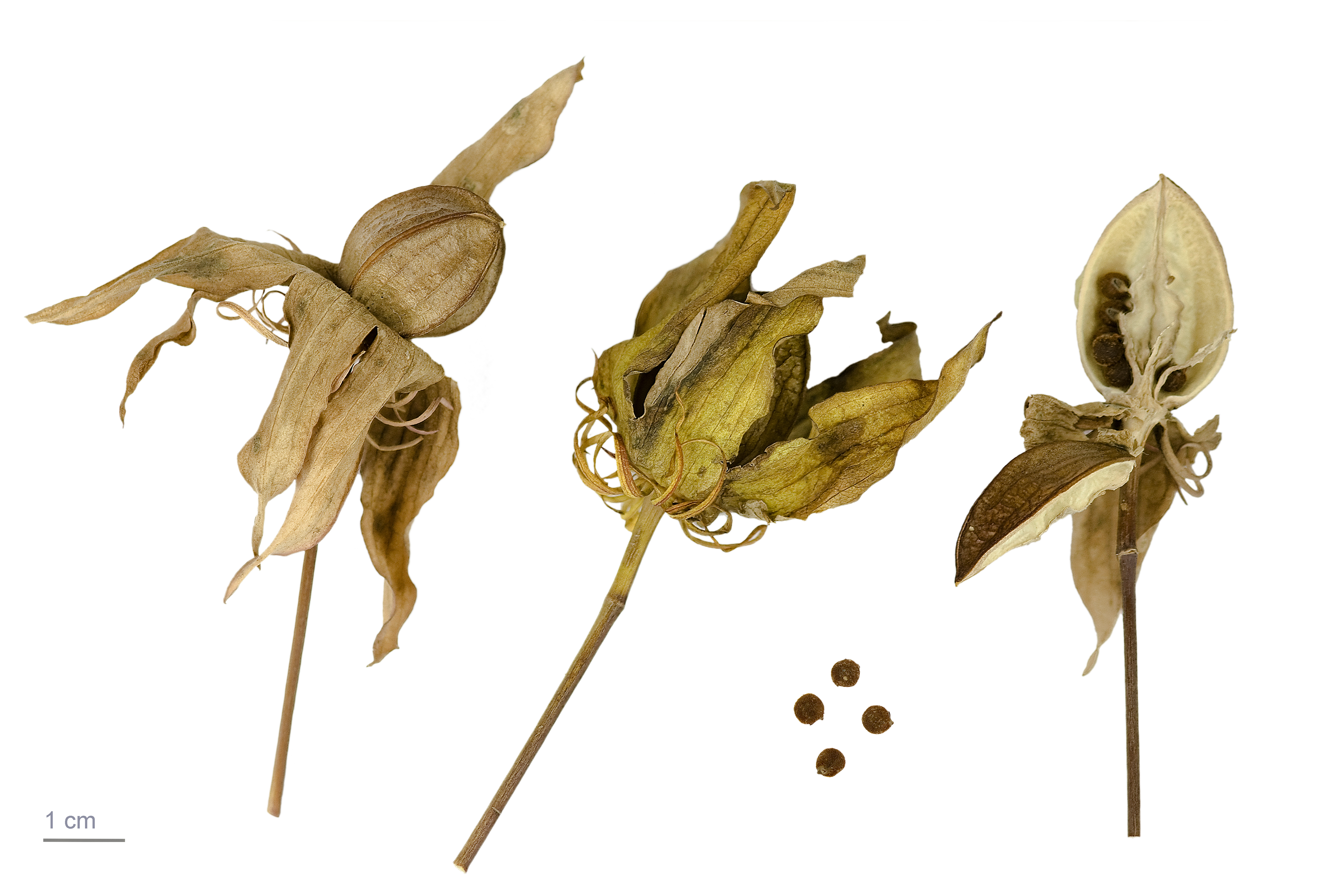
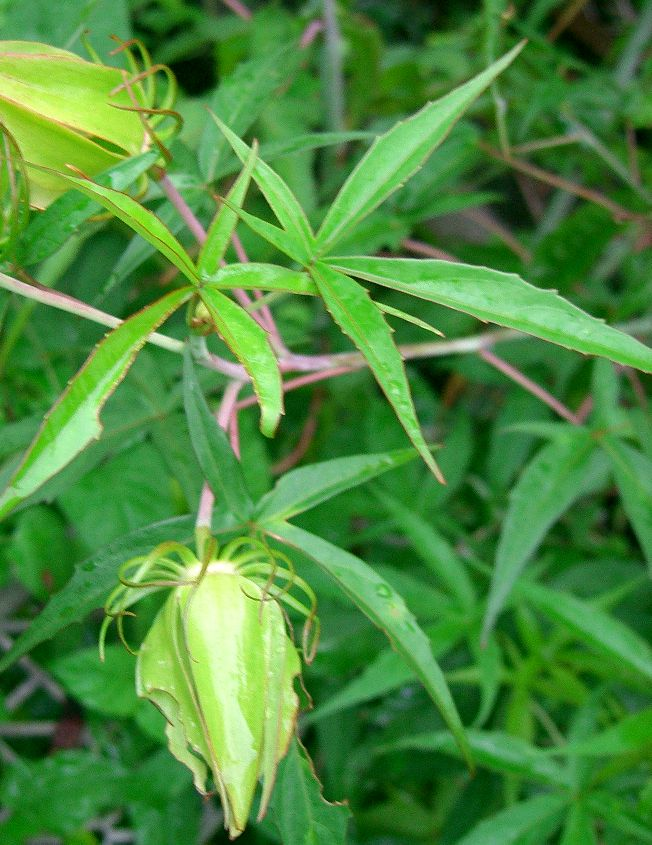
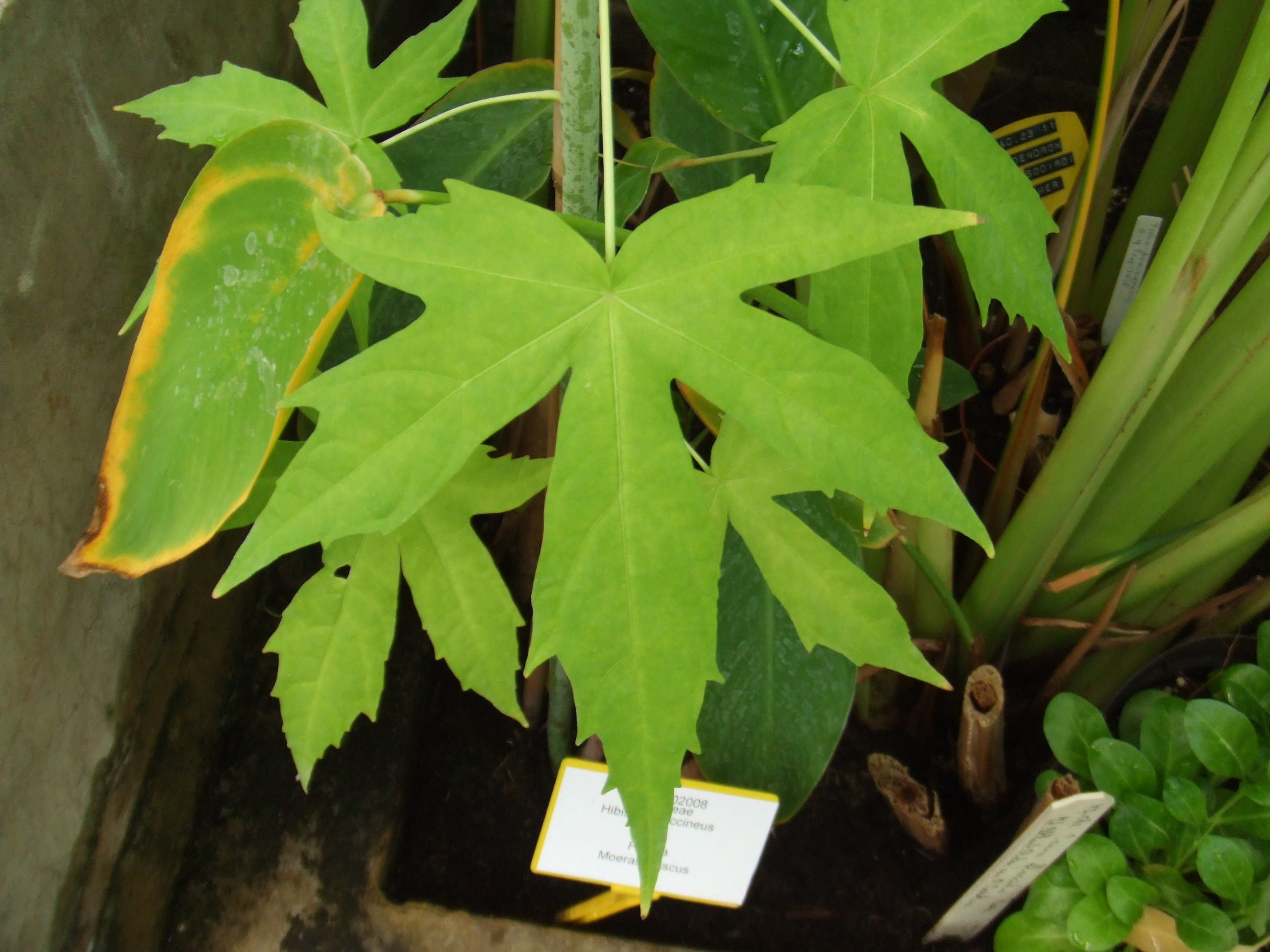
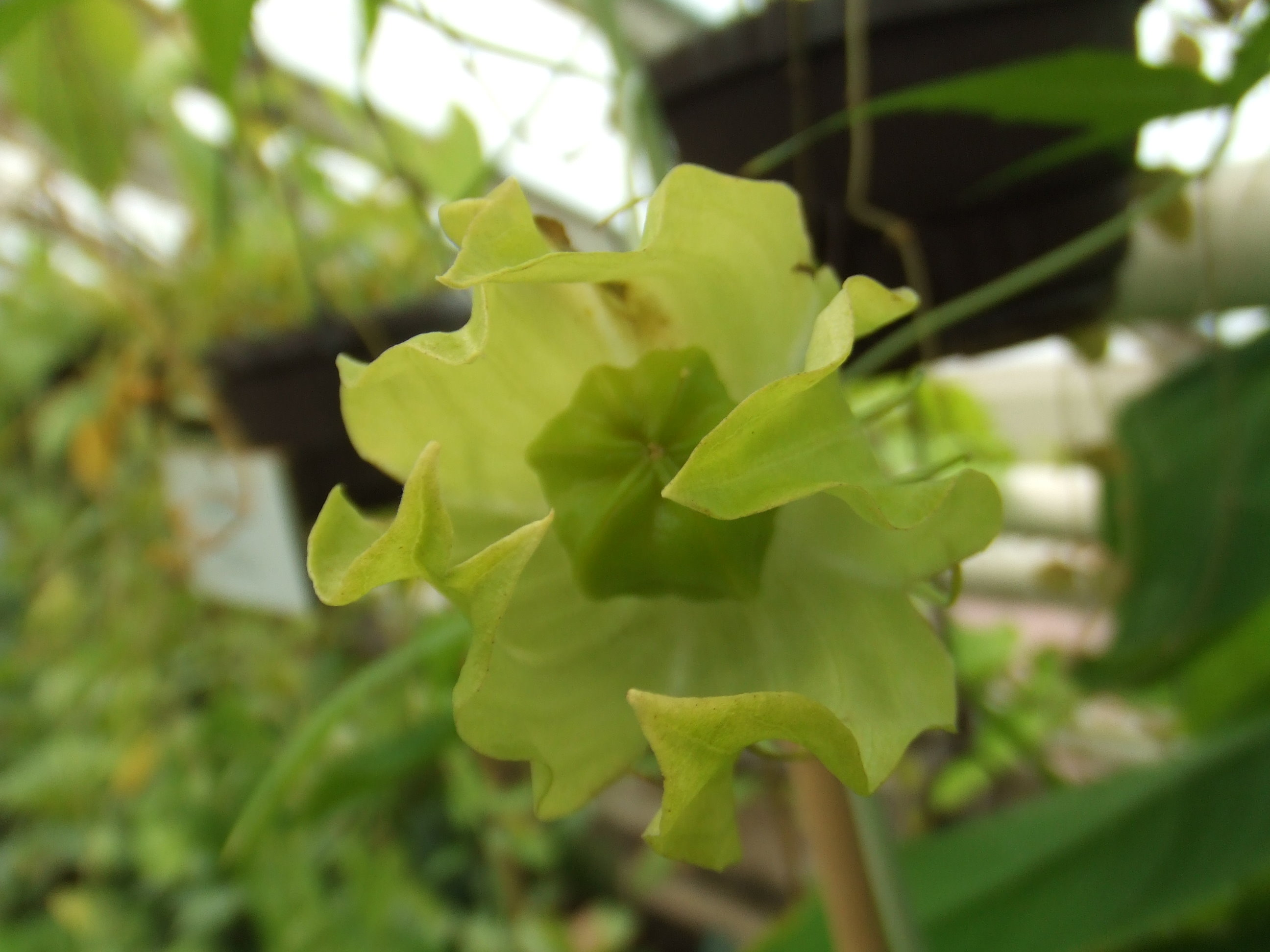
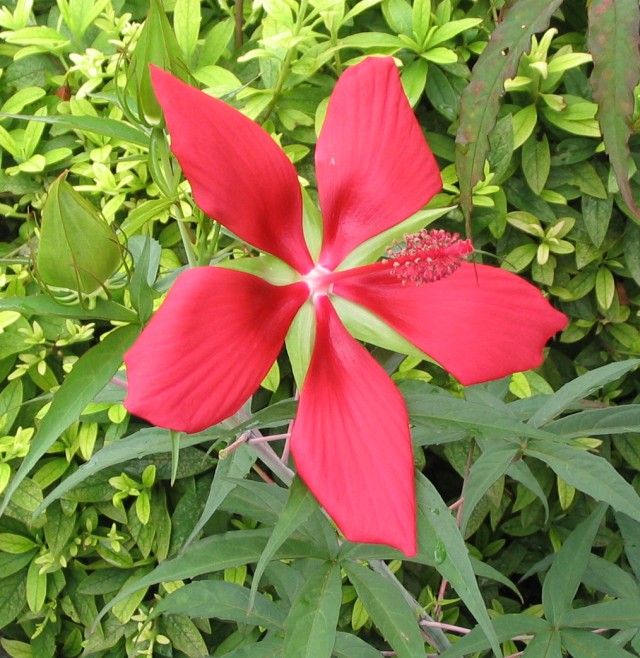
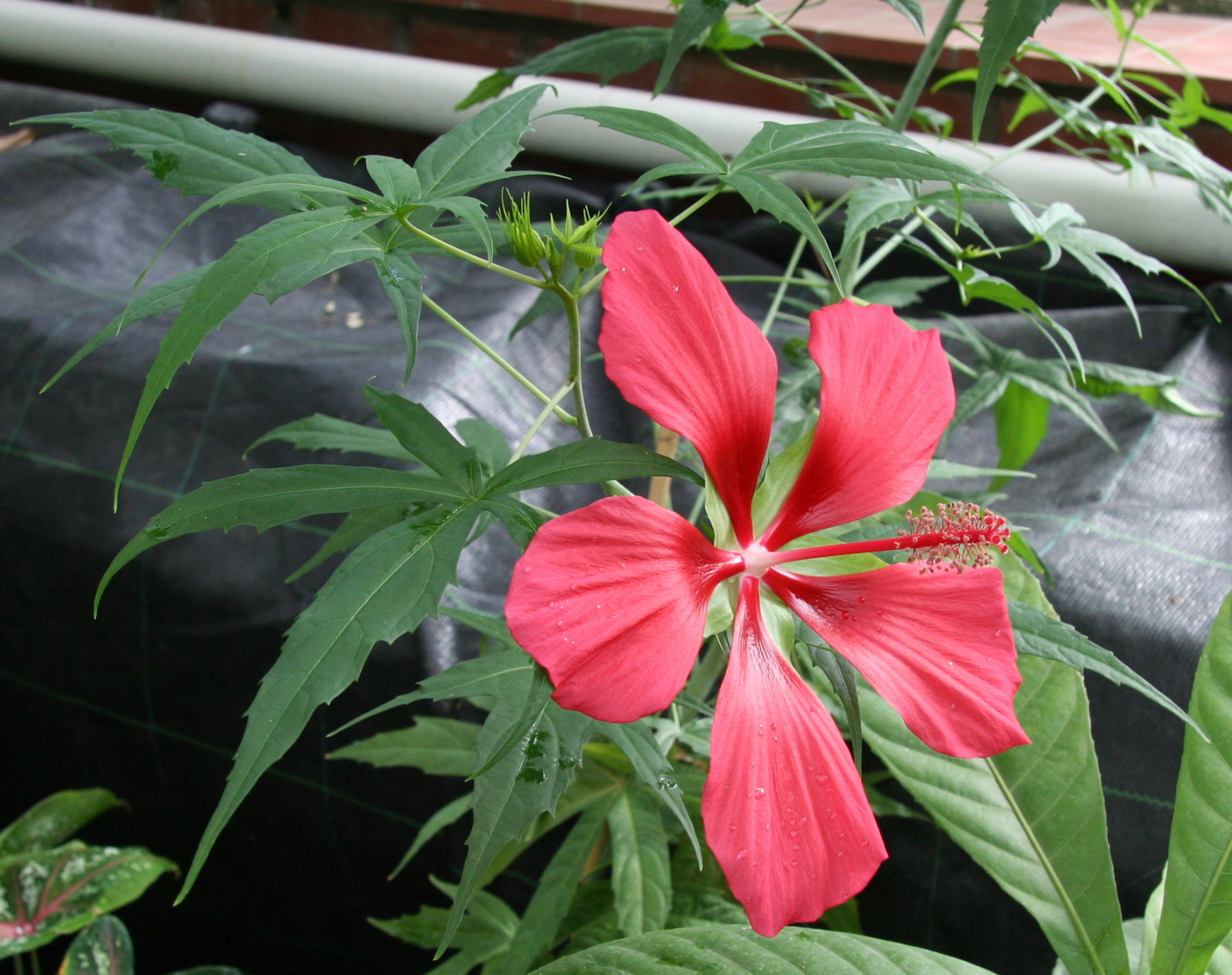